# Pap József (ügyvéd)
Szendrői Pap József (Eperjes, 1861. szeptember 6. – Budapest, 1942. szeptember 13.) jogi doktor, ügyvéd, egyetemi címzetes rendkívüli tanár, kamarai elnök, felsőházi tag.

## Élete
Pap Kálmán kereskedő és Zámbory Róza fia. A gimnáziumot az eperjesi evangélikus kollégiumban végezte, az I. és II. évi jogi tanfolyamot ugyanott a jogakadémián, a II. és IV. évit pedig a budapesti egyetemen. Hadkötelezettségének eleget tett és a tiszti vizsgát letette, majd hadnagy lett. 1884. október 18-án a budapesti egyetemen jogi doktorrá avatták. 1886. június 18-án ügyvédi oklevelet nyert és az ügyvédi pályára lépett, Budapesten működött. 1894-ben a sommás eljárásról szóló törvény életbelépte előtt Németországban tanulmányúton volt és Berlinben közvetlen tapasztalatok alapján tanulmányozta a szóbeli peres eljárásnak gyakorlati alkalmazását. Tevékeny részt vett az 1896-ban megtartott magyar jogászgyűlésen, ahol indítványt és véleményt is terjesztett elő a következő kérdésben: Tekintettel az alkalmazandó szóbeli törvénykezési rendtartásra, a legfőbb biróságnak jogkérdésben való felülvizsgálati hatásköre és ezen ügyekben való eljárása miként szabályoztassék? Az 1896-ban és 1901-ben Budapesten tartott országos ügyvédi gyűléseken több kérdésben mint előadó szerepelt és a felmerült vitákban részt vett. A budapesti községi közigazgatási tanfolyam megnyitásával a belügyminiszter megbízta a peres és peren kívüli eljárásnak előadói tisztjével és ettől fogva egyúttal a jegyzői szigorlatok bizottsági tagjává is lett. Az ügyvédi vizsgálóbizottság már 1892-ben tagjává választotta. A budapesti ügyvédi kamara működésében is részt vett; 1899 kezdetén választmányi póttaggá, az 1902. évi tisztújítás alkalmával pedig titkárrá választották. A budapesti egyetem az 1898-99. tanév folyamán a magyar polgári perrendtartásból magántanárrá habilitálta és 1903. augusztus 23-án ő felsége az egyetemi rendkívüli tanári címet és jelleget adományozta neki. Ezeken felül még a pesti evangélikus magyar egyháznak presbitere és jegyzője, és a magyar jogászegylet igazgató-választmányi tagja volt. 1912-től elnökhelyettese lett a budapesti ügyvédi kamarának, 1913-tól pedig elnöke az Országos Ügyvédi Gyám- és Nyugdíjintézetnek. 1919-től 1935-ig a budapesti ügyvédi kamara elnöke volt. Főként a polgári perrendtartás tervezetének (a későbbi 1911. évi I. törvény) egyes részeivel foglalkozott, úgy mint: bizonyítási teher, szóbeliség, perjogi elvek, kereseti kellékek stb. 1927-től haláláig tagja volt a felsőháznak is.
A bel- és külföldi szaklapokban több cikke és értekezése jelent meg.

## Munkái
- A bizonyításról. Budapest, 1894.
- A magyar polgári perrendtartás előadói tervezetének egyes részeiről. Budapest, 1895. (Magyar Jogászegyleti Értekezések. XII. 3.).
- A ténykérdésről a felülvizsgálatnál. Budapest, 1897.
- A Plósz-féle perrendtartás tervezetéhez. Perjogi tanulmány. Budapest, 1898.
- Perjogi elvek a magyar polgári perrendtartás törvényjavaslatában. Budapest, 1901.
- A bizonyítási teherről. Budapest, 1901. (Magyar Jogászegyleti Értekezések XXI. 10.).
- A szóbeliség a polg. perrendtartás javaslatában. Budapest, 1902.
- A kereset belkellékeiről. Budapest, 1902.
- A szóbeliség a polg. perrendtartás javaslatában. Budapest, 1902.
- A kereset belkellékeiről. Budapest, 1902.
- Az ügyvédi sérelmek az igazságügyi bizottság előtt. Budapest, 1903.
- A jogsegély tek. a nemzetközi vonatkozásokra. Budapest, 1916.

## Díjai, elismerései
- Magyar Érdemrend középkeresztje (1931)
- Magyar Érdemrend középkeresztje csillaggal (1935)